# کلمبوس (داکوتای شمالی)
کلمبوس(به انگلیسی: Columbus) شهری در ایالت داکوتای شمالی کشور ایالات متحده آمریکا است که جمعیت آن در سرشماری سال ۲۰۱۰ میلادی، ۱۳۳ نفر بوده‌است.